# Wiltz
Wiltz (luxemburguès Wolz, alemany Wiltz) és una comuna i vila al nord-oest de Luxemburg, que forma part del cantó del mateix nom. Comprèn les viles de Wiltz, Roullingen i Weidingen.

## Població
| Nacionalitat   | Població | %      |
| -------------- | -------- | ------ |
| luxemburguesos | 2.843    | 62,25% |
| Forasters      | 1.724    | 37,75% |
| - portuguesos  | 572      | 12,52% |
| - francesos    | 99       | 2,17%  |
| - italians     | 44       | 0,96%  |
| - belgues      | 249      | 5,45%  |
| - alemanys     | 55       | 1,20%  |
| - iugoslaus    | 546      | 11,96% |
| - altres       | 159      | 3,48%  |

## Evolució demogràfica
| Any        | Població |
| ---------- | -------- |
| 15/02/2001 | 4.567    |
| 01/01/2002 | 4.507    |
| 01/01/2003 | 4.510    |
| 01/01/2004 | 4.525    |
| 01/01/2005 | 4.587    |

## Història

### El castell de Wiltz
Una de les principals característiques de la ciutat és el castell dels antics comtes de Wiltz. El castell, que està situat en un area de 2,4 km² de prats i jardins, té centenars d'habitacions. Es va acabar en 1727, i l'últim comte va morir en 1793. De 1851 a 1950 va ser utilitzat com col·legi privat femení, després d'això es va convertir a casa de retir. Existeixen plans de convertir-lo en museu.

### Segona guerra mundial
Durant la Segona Guerra Mundial, Wiltz es va trobar enmig d'intenses batalles entre alemanys i aliats el 1944. Va ser camp de batalla en la batalla del Bulge, cap al final aquesta guerra. Un aeròdrom local va ser utilitzat per ambdós bàndols de la batalla, depenent de la localització del front. Abans, el 1942, una vaga general es va iniciar a Wiltz i es va estendre després arreu del país.
Aquest episodi es recorda com un dels moments més gloriosos de la història de Luxemburg. Aquest esdeveniment es va cobrar el seu major nombre de víctimes en la població de Wiltz, després d'això Wiltz va ser nomenada Ciutat màrtir després de la guerra. Un monument que representa un far va ser erigit per a commemorar les víctimes de la repressió que va seguir la vaga general de 1942. El baix relleu sobre el monument és per l'escultor modern luxemburguès més conegut, Lucien Wercollier.

## Wiltz avui
El 2005, la ciutat de Wiltz, situada al sud de la comuna, tenia 4567. L'altre poble que forma part de la comuna de Wiltz és Weidingen.

### Centre de la ciutat
Wiltz té un centre tranquil. Hi ha un sala de concerts a l'aire lliure on típicament cada quinzena tenen lloc concerts de grups musicals o de música clàssica. El centre de Wiltz hi ha bastants coses que veure, inclòs un tanc de la Segona Guerra Mundia aparcat en la plaça principal.
A la ciutat es troba l'estadi Geitz amb capacitat per a 2.000 espectadors i on juga l'equip de Football Club Wiltz 71.

### Scouts
Wiltz és el major centre del Moviment Escolta Mundial que compta amb nombrosos campaments escolta i edificis al voltant de la ciutat. El monument International Scouting One Penny Monument, dedicat a Robert Baden-Powell, s'erigeix a Wiltz.

### Festival de Wiltz
El Festival de Wiltz, un festival de música i arts escèniques, se celebra cada estiu.